# 롬어
롬어 또는 로마니어(Romani)는 유럽의 여러 지역에서 유랑하며 사는 소수 민족인 롬인들이 사용하는 인도아리아계 언어들의 통칭이다. 지역에 따라 다양성이 높은 하위 방언들로 이루어져 있으며 그 중 발칸 롬어(60만), 블라흐 롬어(50만), 신티 롬어(30만)의 화자가 많다.
일부 롬인 공동체는 주변 언어와 롬어가 섞인 혼성 언어를 사용하기도 하는데, 언어학자들은 이를 파라로마니(Para-Romani)라고 부른다. 이들의 언어는 주변 언어로부터 차용어 등 큰 영향을 받았지만, 거꾸로 다른 언어에 영향을 주기도 했다.

## 역사
롬어가 처음으로 언급된 것은 1542년 서유럽에서다. 롬어의 초기 실태를 알 수 있는 확실한 고문헌은 없고 대신 비교언어학상 증거로 추정해 볼 수 있다.

## 표기
원래부터 표기하는 문자가 없었으며, 오늘날에는 지역에 따라 라틴 문자, 키릴 문자, 아랍 문자, 그리스 문자 등이 쓰인다.
오랫동안 구어로 쓰였기 때문에 20세기에 들어서야 정서법의 표준화가 이루어지기 시작했다. 예를 들면 슬로바키아 롬어의 정서법은 1971년에서야 문서로 만들어졌다. 대체로 롬인들이 사는 곳에서 쓰이는 언어의 정서법에 기초해 만들어지는 것이 보통이다. (예를 들어 미국 롬어가 영어 정서법을, 루마니아 롬어가 루마니아어 정서법을, 헝가리 롬어가 헝가리어 정서법을 따르는 것처럼)

### 라틴 문자 기반 표기
범 블라흐 라틴 문자를 기준으로 한다.
| 문자소 | 발음  |
| ------ | ----- |
| A a    | /a/   |
| B b    | /b/   |
| C c    | /ts/  |
| Č č    | /tʃ/  |
| Čh čh  | /tʃʰ/ |
| D d    | /d/   |
| Dž dž  | /dʒ/  |
| E e    | /e/   |
| F f    | /f/   |
| G g    | /ɡ/   |
| H h    | /h/   |
| Ch ch  | /x/   |
| I i    | /i/   |
| J j    | /j/   |
| K k    | /k/   |
| Kh kh  | /kʰ/  |
| L l    | /l/   |
| M m    | /m/   |
| N n    | /n/   |
| O o    | /o/   |
| P p    | /p/   |
| Ph ph  | /pʰ/  |
| R r    | /r/   |
| S s    | /s/   |
| Š š    | /ʃ/   |
| T t    | /t/   |
| Th th  | /tʰ/  |
| U u    | /u/   |
| V v    | /v/   |
| Z z    | /z/   |
| Ž ž    | /ʒ/   |

#### 다른 라틴 문자 기반 표기와의 비교
- 미국 롬어에서 c, č, š, ž, ch, j는 ts, ch, sh, zh, x, y로 갈음해서 쓴다.
- 마케도니아 공교육 표기법에서는  무성 경구개 파열음(/c/)를 ć로, 유성 경구개 파열음(/ɟ/)을 gj로, 유성 치경구개 마찰음(/ʑ/)을 ź로, 경구개 비음(/ɲ/)을 nj로, 경구개 설측 접근음(/ʎ/)을 lj로 적는다.
- 핀란드 롬어에서는 무성 후치경 파찰음(/tʃ/)를 tš로, 무성 연구개 마찰음(/x/)을 ȟ로, 전설 원순 고모음(/y/)을 y로, 전설 원순 중고모음(/ø/)을 ö로 적는다.

### 키릴 문자 기반 표기
| А а   | Б б   | В в | Г г | Ғ ғ | Д д | Е е | Ё ё   | Ж ж | З з   | И и | Й й |
| К к   | Кх кх | Л л | М м | Н н | О о | П п | Пх пх | Р р | Рр рр | С с | Т т |
| Тх тх | У у   | Ф ф | Х х | Ц ц | Ч ч | Ш ш | Ы ы   | Ь ь | Э э   | Ю ю | Я я |

| А а | Б б | В в | Г г | Ғ ғ | Д д | Е е | Ё ё | Ж ж | З з | И и | Й й |
| К к | Л л | М м | Н н | О о | П п | Р р | С с | Т т | У у | Ф ф | Х х |
| Ц ц | Ч ч | Ш ш | Ы ы | Ь ь | Э э | Ю ю | Я я |     |     |     |     |

## 음운
괄호 안은 일부 방언에서만 나타나는 발음이다.

### 홀소리
|        | 전설 | 중설 | 후설 |
| ------ | ---- | ---- | ---- |
| 고모음 | i    | (ɨ)  | u    |
| 중모음 | e    | (ə)  | o    |
| 저모음 |      | a    |      |

### 닿소리
|        |        | 입술소리 | 치경음 | 후치경음 | 치경구개음/ 경구개음 | 연구개음 | 성문음 |
| ------ | ------ | -------- | ------ | -------- | -------------------- | -------- | ------ |
| 비음   | 비음   | m        | n      |          | (ɲ)                  |          |        |
| 파열음 | 무성음 | p        | t      |          |                      | k        |        |
| 파열음 | 유성음 | b        | d      |          |                      | ɡ        |        |
| 파열음 | 유기음 | pʰ       | tʰ     |          |                      | kʰ       |        |
| 파찰음 | 무성음 |          | ts     | tʃ       | (tɕ)                 |          |        |
| 파찰음 | 유성음 |          | (dz)   | dʒ       | (dʑ)                 |          |        |
| 파찰음 | 유기음 |          |        | tʃʰ      | (tɕʰ)                |          |        |
| 마찰음 | 무성음 | f        | s      | ʃ        | (ɕ)                  | x        | h      |
| 마찰음 | 유성음 | v        | z      | ʒ        | (ʑ)                  | (ɣ)      |        |
| 유음   | 설측음 |          | l      |          |                      |          |        |
| 유음   | R음    |          | r      |          |                      |          |        |
| 반모음 | 반모음 |          |        |          | j                    |          |        |

## 관련 논문
- 엄태현, 〈집시민족의 발칸반도로의 이주 양상과 그것의 언어적 영향 : 루마니아어의 은어형성에 미친 영향을 중심으로〉, 《동유럽발칸학》 6-2, 한국동유럽발칸학회, 2004년